# Diaspila bipunctata
Diaspila bipunctata är en skalbaggsart som först beskrevs av White 1855.  Diaspila bipunctata ingår i släktet Diaspila och familjen långhorningar.
Artens utbredningsområde är Sierra Leone. Inga underarter finns listade i Catalogue of Life.